# 夢幻星球Online
《梦幻星球Online》（初名《大富翁星球》）是由大宇资讯在中国大陆的子公司北京软星所制作的一款多人在线角色扮演游戏。该作品为2D游戏，并非跟大宇出品的其他网络游戏一样为3D游戏。该作品在中国大陆由中华网游戏集团（CDC Games）于2009年9月对外宣布取得代理权，同月27日宣布技术封测在即，但直到2010年6月28日才发布公告称首次封测的时间是在2010年7月15日。而台港澳目前尚未有代理商接手该作之代理权。

## 游戏特色
- 战斗方式
- 多团队混战
- 剧情
- 多元化的小游戏
- 集市和拍卖
- 交通工具
- 棋盘系统
- 神仙和命运
- 佣兵和宠物